# Georges Gillet
Georges Vital Victor Gillet (n. Louviers; 17 de mayo de 1854 - f. 1920), es un oboísta virtuoso francés que educó en sus clases de oboe en el Conservatorio de París la mayoría de los oboístas de la primera mitad del siglo XX.

## Biografía
Su familia pronto tuvo que mudarse a París, y fue en la capital francesa donde Georges empezó sus estudios musicales. Atraído por los instrumentos de viento, eligió estudiar el oboe en 1866 en el Conservatorio de París pero no tuvo acceso a las clases de oboe impartidas por Charles Colin hasta 1868.
El destino vio que la clase de oboe cambió de manos numerosas veces. De hecho, de 1863 a 1868, se sucedieron cuatro grandes figuras en el mundo del oboe:Stanislas Verroust, Charles-Louis Triébert, Félix-Charles Berthélémy y Charles Colin. En junio de 1868, Georges Gillet obtuvo un primer accésit con la pieza obligatoria Premier solo de concours de Charles Colin y la Médaille d'excellence de solfeo. El 28 de julio del año siguiente, obtuvo, con quince años, el primer premio de oboe.
Tras dejar el Conservatorio de París, Georges Gillet comenzó su carrera de oboísta de orquesta en el Théâtre-Italien durante dos años, después pasó a formar parte de los Conciertos Colonne hasta 1876. Se cambió a la Société des concerts du Conservatoire hasta su salida en 1899. Más tarde ingresaría en la orquesta del Théâtre national de l'Opéra-Comique de 1878 hasta 1895 antes de convertirse en el primer oboe de la Ópera de París. En 1879, al mismo tiempo que se creaba la Société de Musique de Chambre pour instruments à vent, Georges Gillet trabajó codo con codo con el flautista Paul Taffanel durante más de quince años.
Gillet participó en todos los conciertos de la Société como primer oboe hasta 1887, fecha en la que estaría en Rusia con Taffanel, Charles Turban y Camille Saint-Saëns. En 1881, Georges Gillet toma la cátedra de su maestro Charles Colin en el Conservatorio de París. Se convierte en esa época en el profesor de oboe más joven de esta institución. Empleaba para la enseñanza los estudios de Barret, Ferling, Luft y Brod.

## Obra
En 1881 publica sus célebres 25 études y aporta una contribución importante a la literatura pedagógica del oboe. Creada ese mismo año, la casa de oboes Lorée es nombrada fabricante oficial de los oboes del conservatorio. Los estudios de Georges Gillet explotan los límites técnicos del oboe, incluyendo las más difíciles combinaciones de notas graves, los pasajes más complicados en el registro agudo, desarrollando el fraseo en todas las octavas incluso empleando armónicos, las páginas dedicadas al trabajo de los trinos, el cromatismo en el staccato, siendo considerado un desafío para todos los oboístas incluso hoy en día.
Para las digitaciones, la tablatura que Georges Gillet crea para acompañar sus estudios es una de las fuentes de referencia más fiables para los oboístas que tocan un oboe del sistema conservatorio.
Paradójicamente, tras un trabajo de investigación sobre la enseñanza del instrumento, este virtuoso innova al proponer que como obras de concurso sólo se presentaran aquellas escritas por compositores oboístas. Esto hizo que muchas obras para oboe le fueran dedicadas de compositores tales como Barthe, Godard, Dimert et Colomer.
Georges Gillet ha aportado a su vez una mejora importante en el oboe al reemplazar el sistema de anillos por un sistema de platos, permitiendo así la simplificación de la técnica. Él participó de estas prestaciones con el instrumento creado por Lorée que tras una serie de investigaciones llega a la obtención de un modelo final en 1906.
Es el tío de Fernand Gillet, también oboísta.